# راسينغ كلوب
راسينغ كلوب (بالفرنسية: Racing Club) هو نادي كرة قدم تونسي منحل تأسس يوم 15 سبتمبر 1904 تحت اسم نادي كرة القدم التونسي قبل تغيير الاسم لراسينغ كلوب

## الألقاب
|  | البطولة      | السنة                                                 |
|  | ------------ | ----------------------------------------------------- |
|  | بطولة الدوري | 1907, 1909, 1910, 1911, 1914, 1920, 1921, 1922, 1925. |
|  | كأس الدوري   | 1924، 1932.                                           |